# Lake Segara Anak
Lake Segara Anak (indonesiska: Danau Segaraanak) är en sjö i Indonesien.   Den ligger i kabupatenet Kabupaten Lombok Timur och provinsen Nusa Tenggara Barat, i den sydvästra delen av landet, 1 100 km öster om huvudstaden Jakarta. Lake Segara Anak ligger 2 002 meter över havet. Arean är 11,3 kvadratkilometer. Den ligger på ön Lombok Island. I omgivningarna runt Lake Segara Anak växer i huvudsak städsegrön lövskog. Den sträcker sig 4,5 kilometer i nord-sydlig riktning, och 4,9 kilometer i öst-västlig riktning.